# Oleksandr Tschekmenjow

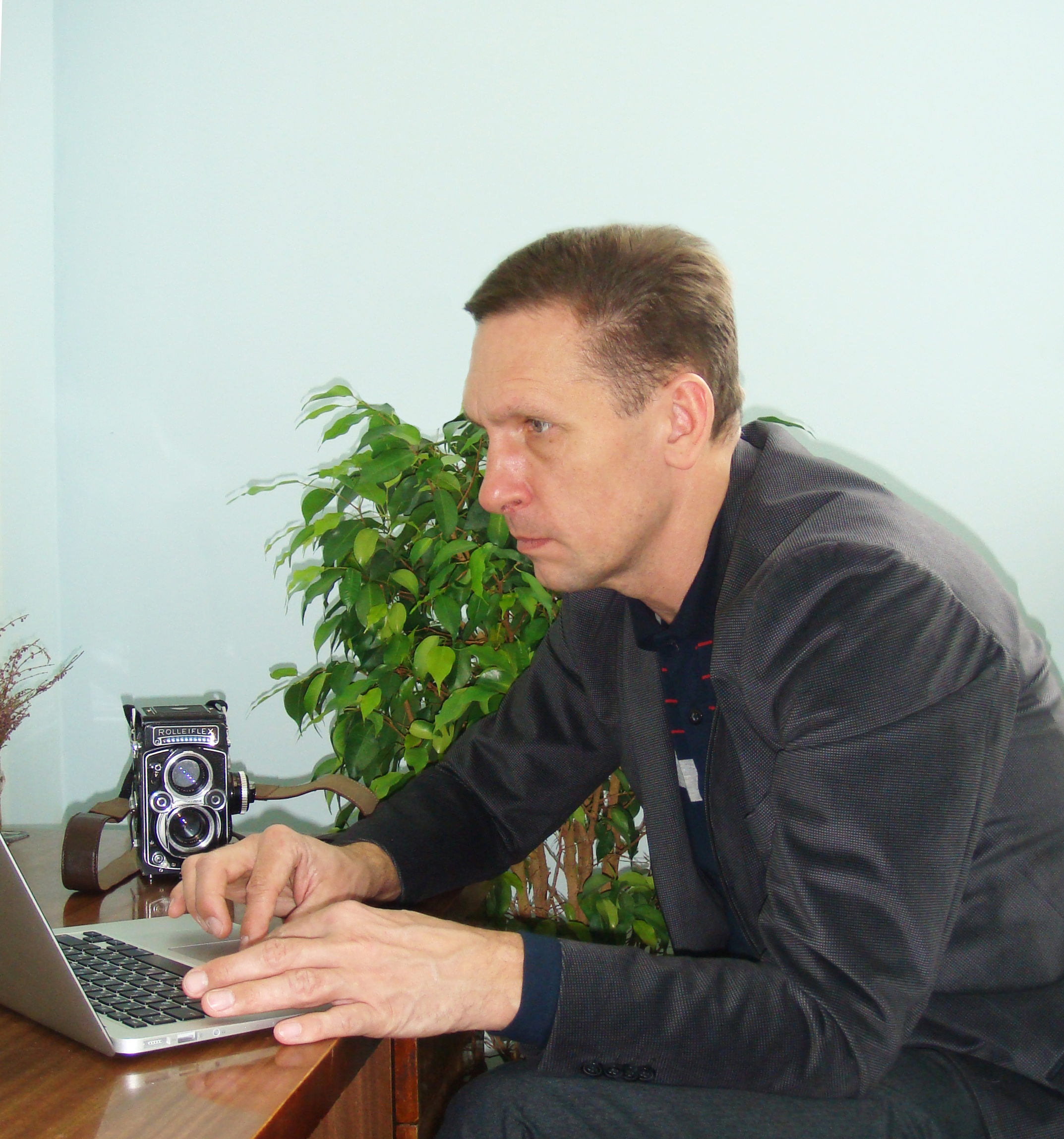
Oleksandr Tschekmenjow, 2015

Oleksandr Wolodymyrowytsch Tschekmenjow (ukrainisch Олександр Володимирович Чекменьов, englisch Oleksandr Volodymyrowych Chekmenev, wiss. Transliteration Oleksandr Volodymyrovič Čekmen’ov;, * 1. April 1969 in Luhansk, Ukrainische SSR, UdSSR) ist ein ukrainischer Fotograf und Fotojournalist. Er lebt und arbeitet in Kiew.

## Leben
Oleksandr Tschekmenjow wurde 1969 in der ukrainischen Stadt Luhansk geboren. Sein Interesse für Fotografie wurde mit neun Jahren geweckt. Während seiner Schulzeit engagierte er sich in einem Fotozirkel. Im Jahr 1989 absolvierte Tschekmenjow eine Ausbildung als Fotograf in einem Fotostudio in Luhansk. 1992 schloss er ein Fernstudium an der Fakultät für Fotojournalismus an der Staatlichen Universität Moskau ab. Er arbeitete bei verschiedenen Fotostudios, erledigte kleinere Aufträge, fotografierte bei Hochzeits- und Geburtstagsfeiern sowie bei Beerdigungen. Gelegentlich begab er sich mit Rettungssanitätern auf Nachteinsätze, um das Geschehen zu fotografieren.
1997 erhielt Tschekmenjow ein Stellenangebot der Kiewer Tageszeitung Wseukrainskie Wedomosti und zog nach Kiew. Als die Zeitung 1998 eingestellt wurde, begann Tschekmenjow seine freiberufliche Tätigkeit und arbeitete mit mehreren Zeitungen gleichzeitig zusammen.
Tschekmenjow betätigt sich hauptsächlich als Dokumentarfotograf. Im Zentrum seiner Arbeit stehen einfache Menschen, bisweilen aus den untersten Gesellschaftsschichten, wobei er künstlerische Inszenierungstechniken mit hartem Realismus kombiniert. Nach eigener Auskunft vermeidet er Glanz und aktuelle Themen und zieht es vor, die Prosa des Alltagslebens, das Leben der einfachen Menschen und die verblassenden Spuren der Vergangenheit um uns herum zu betrachten.
Typisch für Tschekmenjows Arbeitsweise ist eine lange Vorbereitungsphase des Kennenlernens und Zuhörens, wodurch er zu den Porträtierten ein persönliches Vertrauensverhältnis aufbaut.
Schon früh interessierte er sich für die Menschen und Landschaften aus der Umgebung von Luhansk. Er verbrachte viel Zeit mit der ansässigen Bevölkerung, lernte ihren Alltag aus nächster Nähe kennen. Die Ästhetik der Bergbaustadt beeinflusste den künstlerischen Stil Tschekmenjows stark und spiegelt sich in seiner ersten großen Fotoserie Donbass.
Als die sowjetischen Ausweise in den Jahren 1994 und 1995 durch neue ukrainische Pässe ersetzt wurden, wurde Tschekmenjow vom Innenministerium der Ukraine beauftragt, Passbilder für Menschen anzufertigen, die bettlägerig oder aus anderen Gründen unfähig waren, selbst in ein Fotostudio zu gehen. Diese Arbeit diente ihm später als Ausgangspunkt für eine Fotoserie, die 2014 unter dem Titel Passport als Buch erschien.
Seit 2000 sind Tschekmenjows Werke mehrfach auf Ausstellungen gezeigt worden, zunächst vor allem in der Ukraine und Polen, seit 2010 auch zunehmend in westlichen Ausstellungshäusern. Das Märkische Museum Witten und das Museum Ludwig haben mehrere Abzüge aus den Fotoserien Donbass und Passport erworben.
2022 wurde Tschekmenjow einer größeren Öffentlichkeit bekannt, als er die Frau des ukrainischen Präsidenten Olena Selenska für die Titelseite von Time porträtierte.

## Veröffentlichungen

### Fotobände
- Tschorno-bila fotohrafija. Kiew 2008, ISBN 978-966-96916-4-4 (in ukrainischer und englischer Sprache).
- Donbass. Heidelberg 2011, ISBN 978-3-86828-185-9 (in deutscher, englischer und russischer Sprache).
- Passport. Stockport 2017, ISBN 978-1-911306-06-1.
- Lilies. Charkiw 2020, ISBN 978-3-947922-04-8 (in ukrainischer und englischer Sprache).
- Pharmakon. Palermo 2021, ISBN 978-88-944092-8-4 (in englischer Sprache).

### Fotos in Veröffentlichungen anderer Autoren
- Insait. Ukrainskaja tscherno-belaja fotografija. XXI wek. 2008.

## Auszeichnungen
- 1994: Erster Preis beim ukrainischen Dokumentarfotografie-Wettbewerb Ukrpresfoto (Kiew) in der Kategorie „Neue Namen“.[7]
- 2000: Gewinner des Dokumentarfotografie-Wettbewerbs in Vevey (Schweiz) mit der Fotoserie Ukrainski pasport.[7]
- 2013: Fotograf des Jahres in der Ukraine für die Fotoserie Donbass.[7]